# Frédéric-Liguori Béique
Pour les articles homonymes, voir Béique.
Frédéric-Liguori Béique (né à Saint-Mathias-sur-Richelieu le 20 mai 1845 et mort le 12 septembre 1933) est un avocat, un banquier et un homme politique canadien. 

## Biographie
Après ses études au collège de Marieville, à l'École Bibaud de Montréal et à l'Université Laval de Montréal, il obtient sa licence en droit, et est reçu au Barreau du Québec, le 16 mai 1868. Il devient Conseil en loi du Roi en 1885.
En 1874, il est parmi les cofondateurs de la Banque d'Hochelaga de Montréal. Celle-ci fusionne en 1926 avec la Banque Nationale (de Québec), pour former la Banque Canadienne Nationale. Cette dernière fusionne en 1979, avec la Banque Provinciale du Canada, pour former la Banque nationale du Canada. Béique est président de la nouvelle banque (Banque Canadienne Nationale) de 1928 à son décès en 1933.
Maire de la municipalité de Dorion de 1895 à 1896, il fut de 1899 à 1905 président de la Société Saint-Jean-Baptiste. En 1902, il fut nommé au Sénat canadien représentant de la division sénatoriale de De Salaberry, Québec. Libéral, il sert jusqu'à sa mort en 1933. 
En 1932, Béique nomma Raoul Dandurand pour le Prix Nobel de la paix
Sa sépulture est située dans le Cimetière Notre-Dame-des-Neiges, à Montréal.

## Vie privée
Il épouse Caroline-Angélique Dessaules, fille unique de Louis-Antoine Dessaules, seigneur de Saint-Hyacinthe, et de Catherine-Zéphirine Thompson, en l'église Saint-Jacques-le-Majeur, à Montréal, le 15 avril 1875.